# Rezovo (flod)
Rezovo (også Rezovska, Rezvaya og Rezve; bulgarsk: Резовска река [ˈrɛzofskɐ rɛˈka] ; tyrkisk: Mutludere  [mutˈludeɾe] ) er en flod i den yderste sydøstlige del af Bulgarien og den nordligste del af det europæiske Tyrkiet. Floden ligger i Bulgariens Strandzha naturpark.

## Geografi
Rezovo er 112 km lang og dens udspring er i den tyrkiske del af Strandzhabjergene øst for Kofçaz i Tyrkiet under det tyrkiske navn Paspalderesi. Den løber generelt mod øst fra Tyrkiet til Bulgarien, og efter Paspala bliver på en strækning i Kırklareli Provinsen grænseflod mellem Tyrkiet og Bulgarien indtil dens udmunding i Sortehavet ved byen Rezovo. Denne placering udgør det sydligste punkt på den bulgarske Sortehavskyst og det nordligste punkt på den tyrkiske, såvel som det sydøstligste punkt af Bulgarien og det nordøstligste punkt af det tyrkiske Thrakien. Rezovo har et afvandingsområde på 739 km2, heraf 555 km2 i Tyrkiet, og 184 km2 i Bulgarien.

## Territorialstrid
Grænsen ved Rezovos udmunding var genstand for en mindre territorial strid mellem Bulgarien og Tyrkiet, som blev afgjort i 1990'erne. Som et resultat af en aftale mellem de to lande af 6. maj 1992 (ratificeret af Bulgarien i 1998) modtog Bulgarien et lille landområde på flere kvadratkilometer i Rezovo-bugten til gengæld for vandareal på kontinentalsoklen.